# Nossa Senhora de Fátima (Lolotoe)

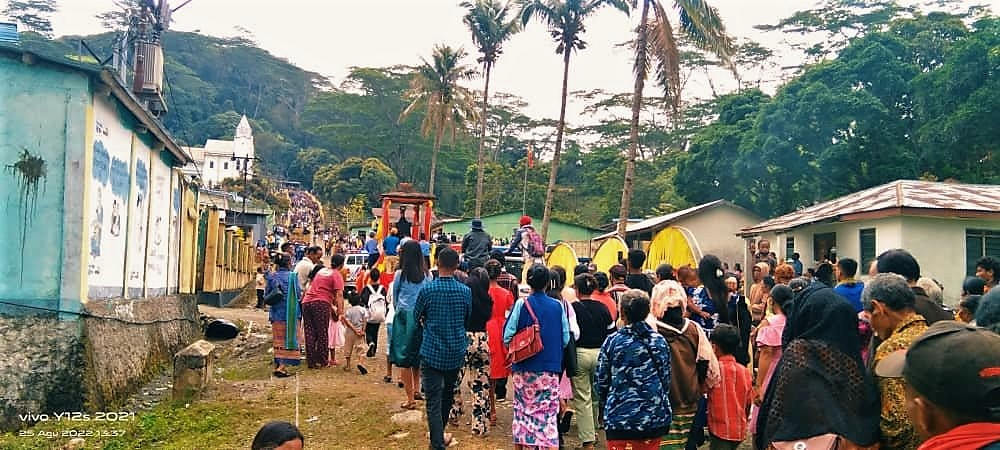
Prozession zur Pfarrkirche von Lolotoe

Die römisch-katholische Unsere Liebe Frau von Fatima von Lolotoe (portugiesisch Nossa Senhora de Fátima de Lolotoe) ist eine Fatimakirche im osttimoresischen Bistum Maliana. Sie befindet sich im Nordwesten von Lolotoe, dem Hauptort des Verwaltungsamtes Lolotoe, in der Gemeinde Bobonaro.
Die Kirche wurde zwischen 2018 und 2019 erbaut und im Januar 2020 durch Bischof Norberto do Amaral eingeweiht. Sie verfügt über zwei Türme.